# Andreu Fontàs i Prat
Andreu Fontàs Prat (Banyoles, Pla de l'Estany, 14 de novembre de 1989) és un exfutbolista professional català que jugava de defensa. El seu últim club fou l'Sporting Kansas City. Va ser internacional amb la selecció catalana.

## Inicis
Format durant 11 anys al planter del Banyoles, la temporada 2006-2007 va anar cedit al Girona FC per jugar al juvenil, i va arribar debutar al primer equip del Girona FC a Tercera. Va arribar al futbol base del Barça quan ja era juvenil, procedent del Banyoles a l'acabar la cessió al Girona FC. Va ascendir al filial jugant de migcentre, i el segon any va destacar com a central, i va anar combinant la titularitat amb el Barça B amb el primer equip.

### FC Barcelona
El 31 d'agost del 2009 va debutar amb el primer equip del FC Barcelona, en un partit de Lliga contra l'Sporting de Gijón. Encara que va continuar essent una peça clau del filial, es va incorporar a la rutina de l'equip de Guardiola, tot i que sense fitxa, el març de 2011, quan Éric Abidal va ser operat. Amb Guardiola va jugar de central, de lateral i de migcentre.
El 4 de juliol del 2011, el club anuncià que li feia fitxa federativa del primer equip i que, per tant, jugaria la següent temporada a les ordres de Josep Guardiola i Sala. Durant aquesta temporada, en un partit de copa el mes de gener, Fontàs es va trencar el lligament encreuat anterior del genoll dret, lesió que no l'hi va permetre acabar la temporada, i que va aturar la seva trajectòria ascendent al Barça.

### RCD Mallorca
Sense que hagués debutat en partit oficial amb el Barça en la temporada 2012-13, el 15 d'octubre del 2012 el club blaugrana va anunciar que havia arribat a un acord amb el RCD Mallorca perquè Fontàs hi jugués cedit. Amb l'equip balear va disputar 9 partits de la Lliga BBVA 2012/13, va debutar en la vuitena jornada contra el Sevilla FC. Tot i començar de titular la seua presència en l'equip va anar de més a menys. Finalment no va poder impedir el descens de categoria.

### Celta de Vigo
El 20 de juny del 2013 va ser presentat com a nou jugador del Celta de Vigo. L'arribada de Luis Enrique a la banqueta de l'equip gallec va propiciar el seu fitxatge, ja que tots dos havien coincidit al filial blaugrana, el Barça B. El jugador va signar un contracte per tres temporades. L'operació es va xifrar en un milió d'euros, quantitat condicionada al rendiment del jugador. A més, l'equip blaugrana es va reservar una opció de recompra sobre el jugador. El 7 d'agost de 2018, Fontàs va acabar contracte amb el club gallec.

### Sporting Kansas City
El 8 d'agost de 2018, Fontàs va fitxar per l'Sporting Kansas City de la Major League Soccer fins al 2022. Va debutar a la Major League Soccer el 8 de setembre, com a titular en una victòria per 1–0 contra l'Orlando City SC.
Fontàs va marcar el seu primer gol amb l'equip el 24 d'octubre de 2020, el segon en una victòria per 4–0 contra el Colorado Rapids.
Al març de 2025 anuncià la seva retirada després de 17 anys a l'elit.

## Internacional

### Catalunya
El 30 de desembre de 2011 va disputar amb la selecció catalana el Trofeu Catalunya Internacional 2011,  contra la selecció de Tunísia, un partit disputat a l'Estadi Olímpic Lluís Companys, que va acabar en empat a 0.
El 28 de desembre de 2016 va disputar com a titular amb la selecció catalana el Trofeu Catalunya Internacional 2016, un partit contra la selecció de Tunísia que va acabar en empat 3 a 3 i finalment en victòria tunisenca a la tanda de penals.

## Palmarès

### Campionats estatals
| Títol                    | Club         | País      | Any     |
| ------------------------ | ------------ | --------- | ------- |
| Supercopa d'Espanya      | FC Barcelona | Catalunya | 2009    |
| Lliga de Primera Divisió | FC Barcelona | Catalunya | 2010    |
| Supercopa d'Espanya      | FC Barcelona | Catalunya | 2011    |
| Copa del Rei             | FC Barcelona | Catalunya | 2011-12 |

### Campionats internacionals
| Títol                 | Club         | País      | Any  |
| --------------------- | ------------ | --------- | ---- |
| UEFA Champions League | FC Barcelona | Catalunya | 2011 |
| Supercopa d'Europa    | FC Barcelona | Catalunya | 2011 |
| Mundial de Clubs      | FC Barcelona | Catalunya | 2011 |

### Selecció
| Títol                              | Club            | País      | Any  |
| ---------------------------------- | --------------- | --------- | ---- |
| Medalla d'or als Jocs Mediterranis | Selecció sub-20 | Catalunya | 2009 |

### Altres
| Títol              | Club            | País      | Any  |
| ------------------ | --------------- | --------- | ---- |
| Copa de l'Atlàntic | Selecció sub-19 | Catalunya | 2008 |